# Злой дух Ямбуя (повесть)
«Злой дух Ямбуя» — повесть Григория Федосеева. В 1978 году была экранизирована на киностудии имени Максима Горького режиссёром Борисом Бунеевым.

## Сюжет
В одном из неизученных труднодоступных районов Восточной Сибири работает картографическая экспедиция. Во время проведения исследований один за другим таинственно исчезают два геодезиста. Происшествия происходят неподалёку от гольца Ямбуй. Кочующие в этом районе Алданского нагорья эвенки объясняют исчезновения людей кознями злого духа Харги, живущего на Ямбуе: «Он не любит, когда близко к горе приходят люди, беспокоят его своими делами». Причём, как отмечают старожилы, подобное здесь случалось и ранее — так же загадочно в окрестностях гольца пропали бесследно двое эвенков. Группа смельчаков (три человека, в том числе радист) отправляется в тайгу на поиски пропавших и недалеко от Ямбуя узнаёт об исчезновении ещё одного геодезиста.
Спустя некоторое время руководством экспедиции было получено сообщение от группы, что ей удалось убить медведя-людоеда, растерзавшего геодезистов и трёх эвенков, что запрашиваемая ранее дополнительная помощь не требуется и можно продолжать исследовательские работы в этом районе. Однако, как выясняется из дальнейшего повествования, сообщение было ошибочным.

## Издания
- Повесть впервые вышла в издательстве «Молодая гвардия» в 1966 году (352 с., ил., художник П. Пономаренко, тираж 65 тыс. экз.) и в журнале «Дон», 1966, № 5, 6, 7.
- Роман-газета, № 18. — М.: Художественная литература, 1966.
- Федосеев Г. А. Избранные произведения в двух томах. — Т. 2. — М.: Художественная литература, 1976. — 400 с., ил., художник П. Пономаренко. — Тираж 100 тыс. экз.
- Хабаровск: Книжное издательство, 1983. — 320 с.
- Федосеев Г. А. Собрание сочинений в трёх томах. — Т. 1. — Молодая гвардия, 1989. — 638 с., ил., художник С. Гераскевич. — Тираж 100 тыс. экз.